# 賽柳格姆國家公園
49°34′N 88°19′E / 49.567°N 88.317°E

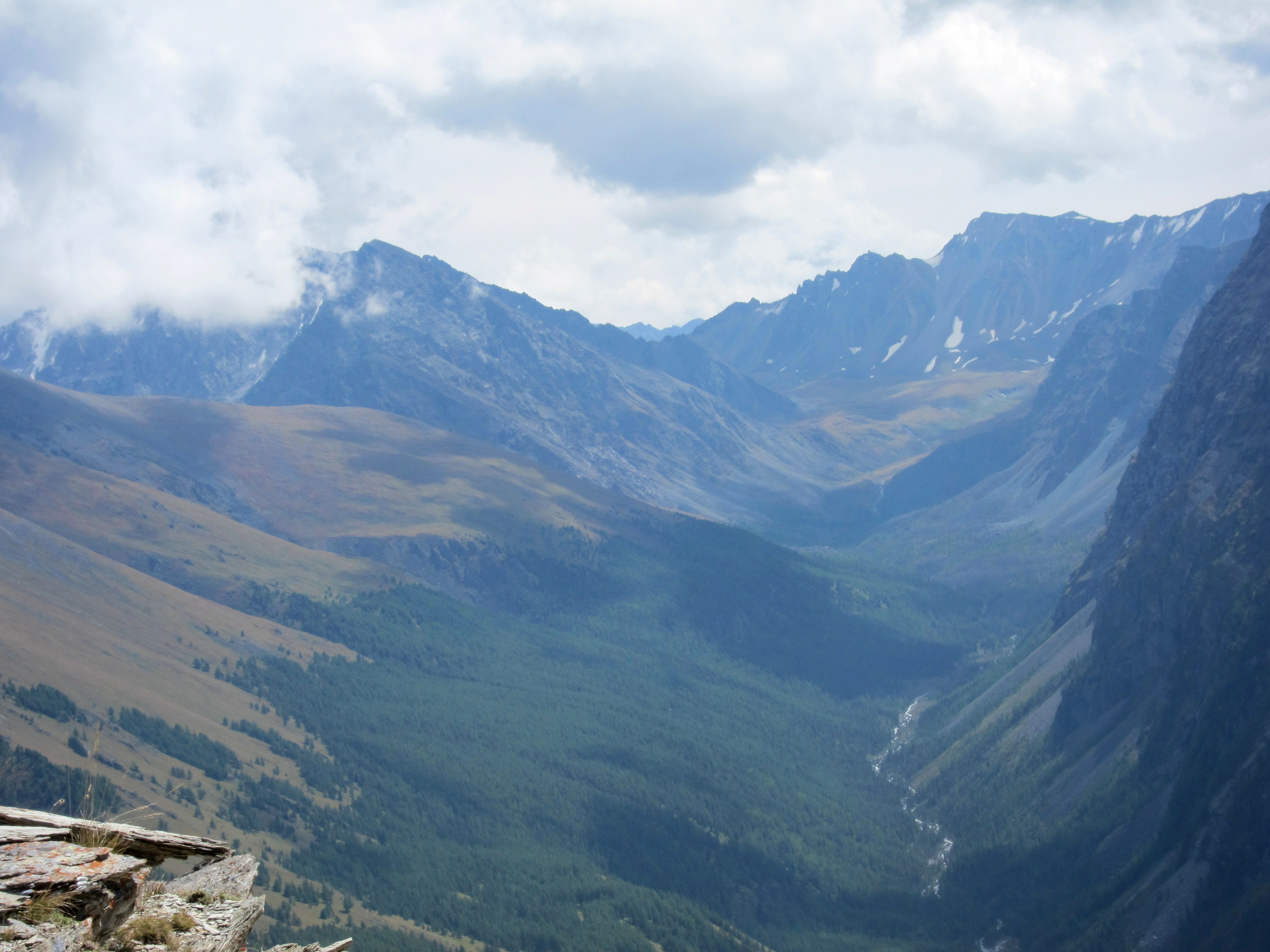

賽柳格姆國家公園是俄羅斯的國家公園，位於該國南部阿爾泰共和國，成立於2012年，面積1,184平方公里，受半乾旱氣候影響，有146種野生鳥類棲息。